# Lo Brolh e Montverd
Lo Brolh e Montverd (en francès, Le Brouilh-Monbert) és un municipi francès situat al departament del Gers i a la regió d'Occitània.

## Demografia
| 1962                                       | 1968 | 1975 | 1982 | 1990 | 1999 | 2006 |
| ------------------------------------------ | ---- | ---- | ---- | ---- | ---- | ---- |
| 289                                        | 266  | 228  | 202  | 207  | 212  | 253  |
| Des de 1962: població sense dobles comptes |      |      |      |      |      |      |

## Administració
| Període | Identitat       | Partit |
| ------- | --------------- | ------ |
| 2001-   | François Cintas | UMP    |